# Daqing (stacja kolejowa)
Daqing (chiń. 大庆站; pinyin Dàqìng Zhàn) - stacja kolejowa w Daqing, w prowincji Heilongjiang, w Chinach. Znajdują się tu 2 perony.